# HD50345
HD50345 — хімічно пекулярна зоря спектрального класу
A0 й має видиму зоряну величину в смузі V приблизно  9,7.

## Пекулярний хімічний вміст
Зоряна атмосфера HD50345 має підвищений вміст 
Eu
.